# Savignac-de-Miremont
Pour les articles homonymes, voir Savignac.
Savignac-de-Miremont est une commune française située dans le département de la Dordogne, en région Nouvelle-Aquitaine.

## Géographie

### Généralités
La commune est arrosée par le Manaurie, un petit affluent de la Vézère.

### Communes limitrophes
Savignac-de-Miremont est limitrophe de cinq autres communes.
|          | Mauzens-et-Miremont  | Fleurac    |
| Journiac | Savignac-de-Miremont | Les Eyzies |
|          | Le Bugue             |            |

### Géologie et relief

#### Géologie
Situé sur la plaque nord du Bassin aquitain et bordé à son extrémité nord-est par une frange du Massif central, le département de la Dordogne présente une grande diversité géologique. Les terrains sont disposés en profondeur en strates régulières, témoins d'une sédimentation sur cette ancienne plate-forme marine. Le département peut ainsi être découpé sur le plan géologique en quatre gradins différenciés selon leur âge géologique. Savignac-de-Miremont est située dans le troisième gradin à partir du nord-est, un plateau formé de calcaires hétérogènes du Crétacé.
Les couches affleurantes sur le territoire communal sont constituées de formations superficielles du Quaternaire datant du Cénozoïque et de roches sédimentaires du Mésozoïque. La formation la plus ancienne, notée c3b-c, date du Coniacien moyen à supérieur, composée de calcaires bioclastiques grossiers et quartzeux jaunes à bryozoaires et  gastéropodes, à niveaux gréseux (formation des Eyzies). La formation la plus récente, notée CFvs, fait partie des formations superficielles de type colluvions carbonatées de vallons secs : sable limoneux à débris calcaires et argile sableuse à débris. Le descriptif de ces couches est détaillé dans  la feuille « no 807 - Le Bugue » de la carte géologique au 1/50 000 de la France métropolitaine, et sa notice associée.

Carte géologique de Savignac-de-Miremont.

#### Relief et paysages

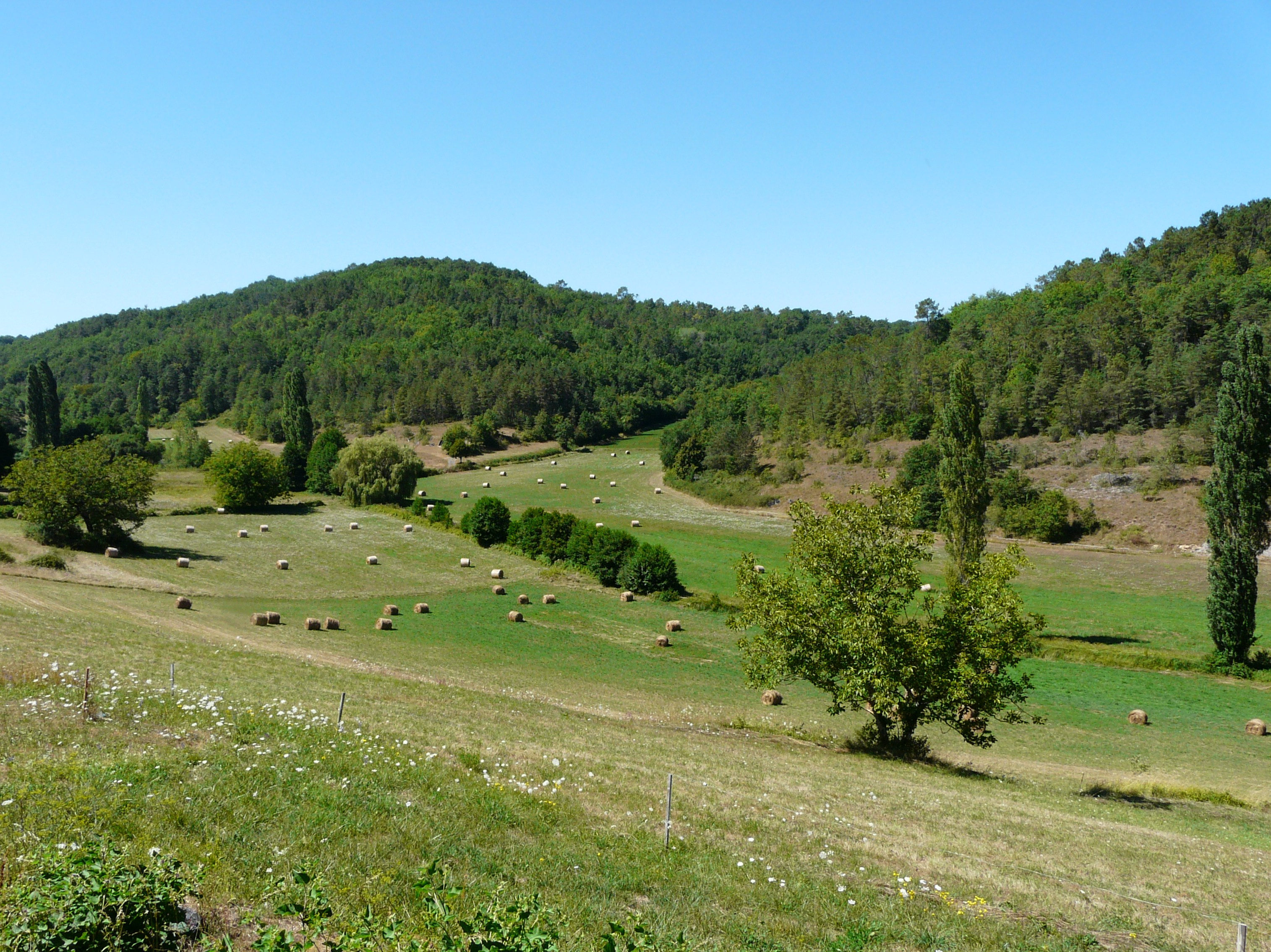
Le vallon du ruisseau de Savignac.

Le département de la Dordogne se présente comme un vaste plateau incliné du nord-est (491 m, à la forêt de Vieillecour dans le Nontronnais, à Saint-Pierre-de-Frugie) au sud-ouest (2 m à Lamothe-Montravel). L'altitude du territoire communal varie quant à elle entre 75 mètres et 229 mètres,.
Dans le cadre de la Convention européenne du paysage entrée en vigueur en France le 1er juillet 2006, renforcée par la loi du 8 août 2016 pour la reconquête de la biodiversité, de la nature et des paysages, un atlas des paysages de la Dordogne a été élaboré sous maîtrise d’ouvrage de l’État et publié en octobre 2020. Les paysages du département s'organisent en huit unités paysagères,. La commune fait partie du Périgord noir, un paysage vallonné et forestier, qui ne s’ouvre que ponctuellement autour de vallées-couloirs et d’une multitude de clairières de toutes tailles. Il s'étend du nord de la Vézère au sud de la Dordogne (en amont de Lalinde) et est riche d’un patrimoine exceptionnel.
La superficie cadastrale de la commune publiée par l'Insee, qui sert de référence dans toutes les statistiques, est de 7,62 km2,,. La superficie géographique, issue de la BD Topo, composante du Référentiel à grande échelle produit par l'IGN, est quant à elle de 7,92 km2.

### Hydrographie

#### Réseau hydrographique
La commune est située dans le bassin de la Dordogne au sein du Bassin Adour-Garonne. Elle est drainée par le ruisseau de Manaurie, le ruisseau de Lavaure, le ruisseau de Savignac et par un petit cours d'eau, qui constituent un réseau hydrographique de 7 km de longueur totale,.
Le Manaurie, d'une longueur totale de 15,42 km, prend sa source dans la commune de Rouffignac-Saint-Cernin-de-Reilhac et se jette en rive droite de la Vézère aux Eyzies. Il traverse le nord-est de la commune sur plus d'un kilomètre et demi.
Son affluent de rive droite le ruisseau de Lavaure borde le nord-est de la commune sur un kilomètre et demi, face à Fleurac.
Autre affluent du Manaurie mais en rive gauche, le ruisseau de Savignac arrose le nord de la commune sur plus de deux kilomètres dont plus d'un kilomètre et demi sert de limite naturelle face à Mauzens-et-Miremont.

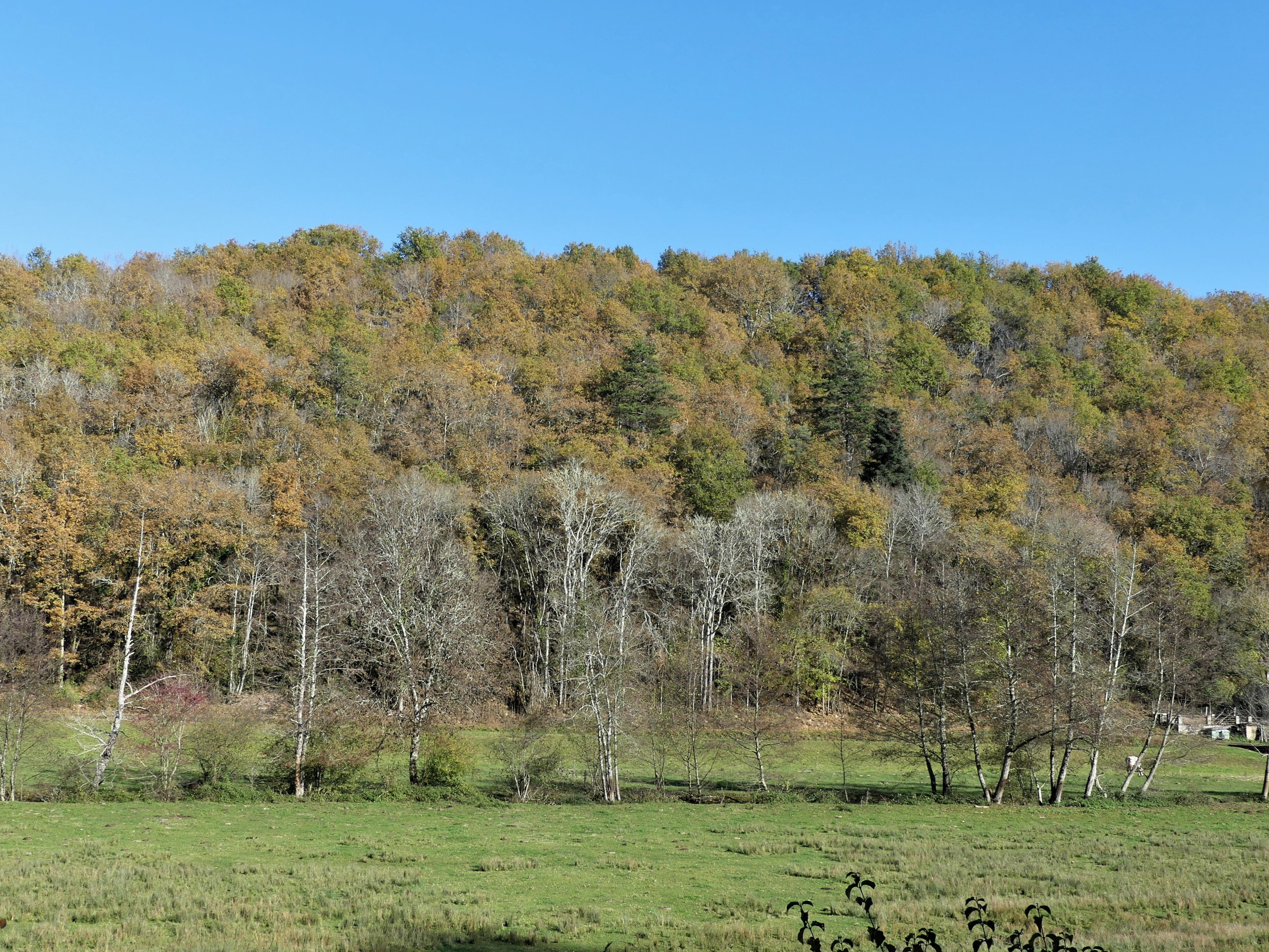
La vallée du ruisseau de Manaurie en amont du lieu-dit Lortal.
Réseaux hydrographique et routier de Savignac-de-Miremont.

#### Gestion et qualité des eaux
Le territoire communal est couvert par le schéma d'aménagement et de gestion des eaux (SAGE) « Vézère-Corrèze ». Ce document de planification, dont le territoire regroupe les bassins versants de la Vézère et de la Corrèze, d'une superficie de 3 730 km2 est en cours d'élaboration. La structure porteuse de l'élaboration et de la mise en œuvre est le conseil départemental de la Corrèze. Il définit sur son territoire les objectifs généraux d’utilisation, de mise en valeur et de protection quantitative et qualitative des ressources en eau superficielle et souterraine, en respect des objectifs de qualité définis dans le troisième SDAGE  du Bassin Adour-Garonne qui couvre la période 2022-2027, approuvé le 10 mars 2022.
La qualité des eaux de baignade et des cours d’eau peut être consultée sur un site dédié géré par les agences de l’eau et l’Agence française pour la biodiversité.

### Climat
Pour des articles plus généraux, voir Climat de la Nouvelle-Aquitaine et Climat de la Dordogne.
En 2010, le climat de la commune est de type climat océanique altéré, selon une étude s'appuyant sur une série de données couvrant la période 1971-2000. En 2020, Météo-France publie une typologie des climats de la France métropolitaine dans laquelle la commune est toujours exposée à un climat océanique altéré et est dans la région climatique  Aquitaine, Gascogne, caractérisée par une pluviométrie abondante au printemps, modérée en automne, un faible ensoleillement au printemps, un été chaud (19,5 °C), des vents faibles, des brouillards fréquents en automne et en hiver et des orages fréquents en été (15 à 20 jours).
Pour la période 1971-2000, la température annuelle moyenne est de 12,5 °C, avec  une amplitude thermique annuelle de 15,1 °C. Le cumul annuel moyen de précipitations est de 904 mm, avec 12,3 jours de précipitations en janvier et 6,7 jours en juillet. Pour la période 1991-2020, la température moyenne annuelle observée sur la station météorologique la plus proche, située sur la commune de Bassillac et Auberoche à 21 km à vol d'oiseau, est de 13,1 °C et le cumul annuel moyen de précipitations est de 480,0 mm. Pour l'avenir, les paramètres climatiques de la commune estimés pour 2050 selon différents scénarios d’émission de gaz à effet de serre sont consultables sur un site dédié publié par Météo-France en novembre 2022.

## Urbanisme

### Typologie
Au 1er janvier 2024, Savignac-de-Miremont est catégorisée commune rurale à habitat très dispersé, selon la nouvelle grille communale de densité à 7 niveaux définie par l'Insee en 2022.
Elle est située hors unité urbaine et hors attraction des villes,.

### Occupation des sols
L'occupation des sols de la commune, telle qu'elle ressort de la base de données européenne d’occupation biophysique des sols Corine Land Cover (CLC), est marquée par l'importance des forêts et milieux semi-naturels (81,9 % en 2018), une proportion identique à celle de 1990 (81,9 %). La répartition détaillée en 2018 est la suivante : 
forêts (81,9 %), prairies (14,3 %), zones agricoles hétérogènes (3,9 %). L'évolution de l’occupation des sols de la commune et de ses infrastructures peut être observée sur les différentes représentations cartographiques du territoire : la carte de Cassini (XVIIIe siècle), la carte d'état-major (1820-1866) et les cartes ou photos aériennes de l'IGN pour la période actuelle (1950 à aujourd'hui).

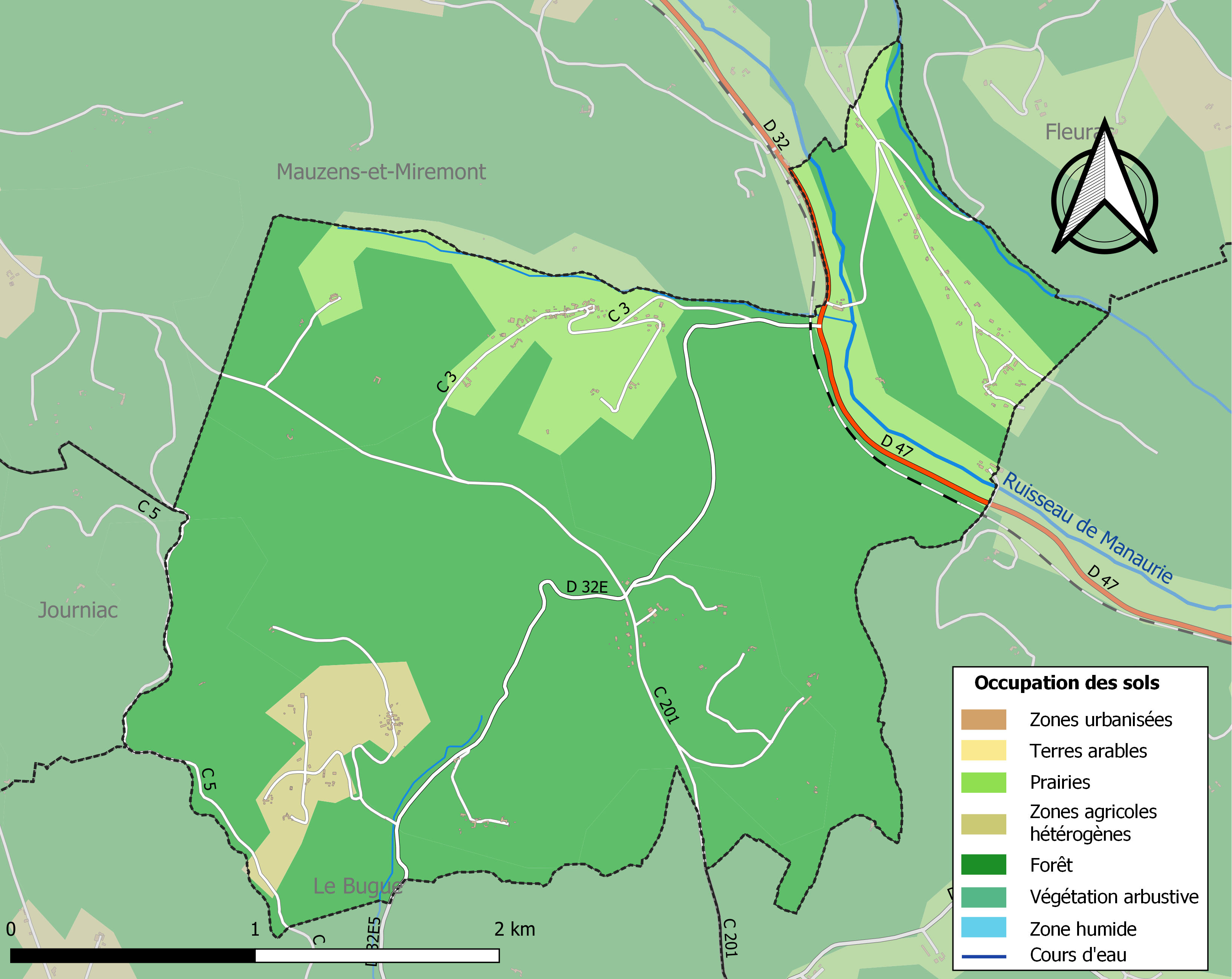
Carte des infrastructures et de l'occupation des sols de la commune en 2018 (CLC).

### Prévention des risques
Le territoire de la commune de Savignac-de-Miremont est vulnérable à différents aléas naturels : météorologiques (tempête, orage, neige, grand froid, canicule ou sécheresse), feux de forêts, mouvements de terrains et séisme (sismicité très faible). Un site publié par le BRGM permet d'évaluer simplement et rapidement les risques d'un bien localisé soit par son adresse soit par le numéro de sa parcelle.
Savignac-de-Miremont est exposée au risque de feu de forêt. L’arrêté préfectoral du 14 mars 2013 fixe les conditions de pratique des incinérations et de brûlage dans un objectif de réduire le risque de départs d’incendie. À ce titre, des périodes sont déterminées : interdiction totale du 15 février au 15 mai et du 15 juin au 15 octobre, utilisation réglementée du 16 mai au 14 juin et du 16 octobre au 14 février. En septembre 2020, un plan inter-départemental de protection des forêts contre les incendies (PidPFCI) a été adopté pour la période 2019-2029,.

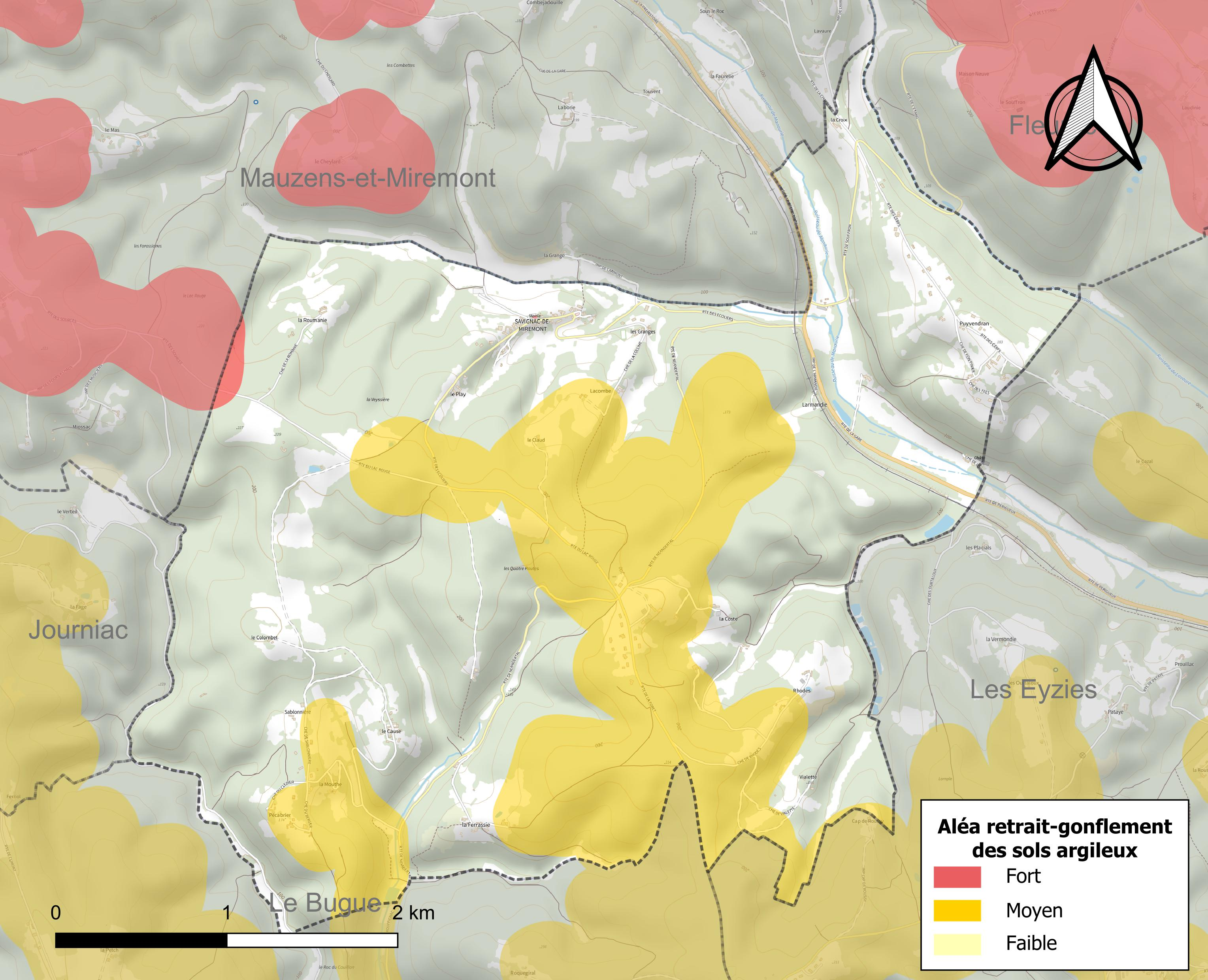
Carte des zones d'aléa retrait-gonflement des sols argileux de Savignac-de-Miremont.

Les mouvements de terrains susceptibles de se produire sur la commune sont des tassements différentiels. Le retrait-gonflement des sols argileux est susceptible d'engendrer des dommages importants aux bâtiments en cas d’alternance de périodes de sécheresse et de pluie. 29,4 % de la superficie communale est en aléa moyen ou fort (58,6 % au niveau départemental et 48,5 % au niveau national métropolitain). Depuis le 1er octobre 2020, en application de la loi ÉLAN, différentes contraintes s'imposent aux vendeurs, maîtres d'ouvrages ou constructeurs de biens situés dans une zone classée en aléa moyen ou fort,.
La commune a été reconnue en état de catastrophe naturelle au titre des dommages causés par les inondations et coulées de boue survenues en 1982, 1994, 1999 et 2008, par la sécheresse en 1989 et 2011 et par des mouvements de terrain en 1999.

## Toponymie
La première mention écrite connue du lieu date du XIIIe siècle sous la forme Savinihac, latinisée en 1382 en Savinhacum. Elle dérive du nom d'un personnage gallo-roman Sabinius suivi du suffixe -acum indiquant la propriété, correspondant donc au « domaine de Sabinius ».
En occitan, la commune porte le nom de Savinhac de Miramont,.

## Histoire

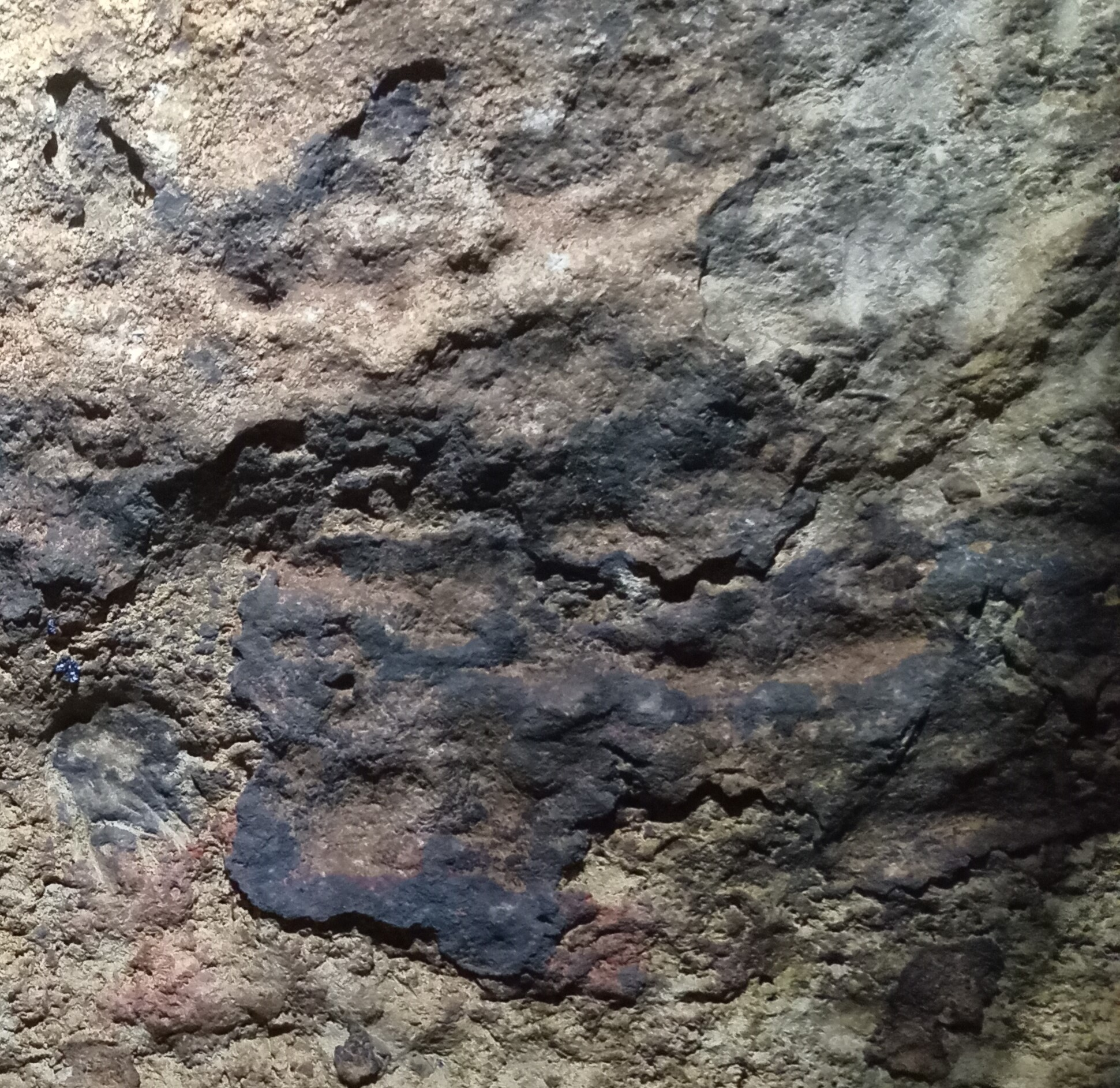
Peinture de taureau - Période celto-gauloise âge du fer - Grotte des Bernoux.

Le territoire communal a été occupé à la Préhistoire comme l'attestent les trois gisements préhistoriques de la Ferrassie dont le niveau le plus ancien remonte au Moustérien de tradition acheuléenne (environ 100 000 ans), où ont été mises au jour plusieurs sépultures néandertaliennes.
La grotte de La Ferrassie et tout son vallon (rives nord et sud), jusqu'à la grotte des Bernoux, ont été occupés à la période celto-gauloise jusqu'au moins le dernier âge du fer (découvertes et études 2025 de nombreux bas-reliefs et peintures). La grotte des Bernoux a été aménagée à l'époque médiévale.
L'église qui a été édifiée en style roman présente un portail du XVIIe siècle.

## Politique et administration

### Administration municipale
La population de la commune étant comprise entre 100 et 499 habitants au recensement de 2017, onze conseillers municipaux ont été élus en 2020,.

### Liste des maires
| Période                                  | Période   | Identité          | Étiquette | Qualité                           |
| ---------------------------------------- | --------- | ----------------- | --------- | --------------------------------- |
| Les données manquantes sont à compléter. |           |                   |           |                                   |
|                                          |           |                   |           |                                   |
| 1989                                     | mars 2008 | Paul Laval        |           |                                   |
| mars 2008                                | mars 2014 | Georges Labrousse | PS        | Retraité de l'Éducation nationale |
| mars 2014 (réélu en mai 2020)            | En cours  | Jean-Paul Simon   |           |                                   |

## Équipements et services publics

### Justice
En 2023, dans le domaine judiciaire, Savignac-de-Miremont relève : 
- du tribunal de proximité de Sarlat-la-Canéda ;
- du tribunal judiciaire, du tribunal pour enfants, du conseil de prud'hommes et du tribunal de commerce de Bergerac ;
- du pôle Nationalité du tribunal judiciaire de Périgueux (compétent uniquement dans le domaine de la nationalité) ;
- de la cour d'appel et de la  cour administrative d'appel de Bordeaux.

## Population et société

### Démographie
L'évolution du nombre d'habitants est connue à travers les recensements de la population effectués dans la commune depuis 1793. Pour les communes de moins de 10 000 habitants, une enquête de recensement portant sur toute la population est réalisée tous les cinq ans, les populations de référence des années intermédiaires étant quant à elles estimées par interpolation ou extrapolation. Pour la commune, le premier recensement exhaustif entrant dans le cadre du nouveau dispositif a été réalisé en 2006.

En 2022, la commune comptait 174 habitants, en stagnation par rapport à 2016 (Dordogne : +0,37 %, France hors Mayotte : +2,11 %).
| 1793 | 1800 | 1806 | 1821 | 1831 | 1836 | 1841 | 1846 | 1851 |
| ---- | ---- | ---- | ---- | ---- | ---- | ---- | ---- | ---- |
| 460  | 442  | 535  | 416  | 432  | 462  | 406  | 441  | 410  |

| 1856 | 1861 | 1866 | 1872 | 1876 | 1881 | 1886 | 1891 | 1896 |
| ---- | ---- | ---- | ---- | ---- | ---- | ---- | ---- | ---- |
| 421  | 405  | 377  | 356  | 355  | 320  | 287  | 282  | 273  |

| 1901 | 1906 | 1911 | 1921 | 1926 | 1931 | 1936 | 1946 | 1954 |
| ---- | ---- | ---- | ---- | ---- | ---- | ---- | ---- | ---- |
| 237  | 215  | 200  | 189  | 157  | 181  | 170  | 161  | 134  |

| 1962 | 1968 | 1975 | 1982 | 1990 | 1999 | 2006 | 2011 | 2016 |
| ---- | ---- | ---- | ---- | ---- | ---- | ---- | ---- | ---- |
| 150  | 125  | 107  | 108  | 107  | 95   | 136  | 163  | 174  |

| 2021 | 2022 | - | - | - | - | - | - | - |
| ---- | ---- | - | - | - | - | - | - | - |
| 176  | 174  | - | - | - | - | - | - | - |

## Économie

### Emploi
En 2015, parmi la population communale comprise entre 15 et 64 ans, les actifs représentent 72 personnes, soit 41,9 % de la population municipale. Le nombre de chômeurs (onze) est resté stable par rapport à 2010 et le taux de chômage de cette population active s'établit à 15,1 %.

### Établissements
Au 31 décembre 2015, la commune compte dix-huit établissements, dont treize au niveau des commerces, transports ou services, deux dans l'agriculture, la sylviculture ou la pêche, un dans la construction, un dans l'industrie, et un relatif au secteur administratif.

## Culture locale et patrimoine

### Lieux et monuments
- Le gisement préhistorique de la Ferrassie est classé au titre des monuments historiques depuis 1960[52].
- Église Saint-Denys où, avant la Révolution, s'effectuait un pèlerinage très suivi en l'honneur de sainte Claire[53]. Son Modèle:Tabernacle (meuble) du XVIIIe siècle est classé au titre des monuments historiques depuis 1979[54].
- Le Viaduc ferroviaire de Souffron franchit le vallon du ruisseau de Savignac. Sa partie nord est située sur Mauzens-et-Miremont alors que sa partie sud se trouve sur Savignac-de-Miremont.

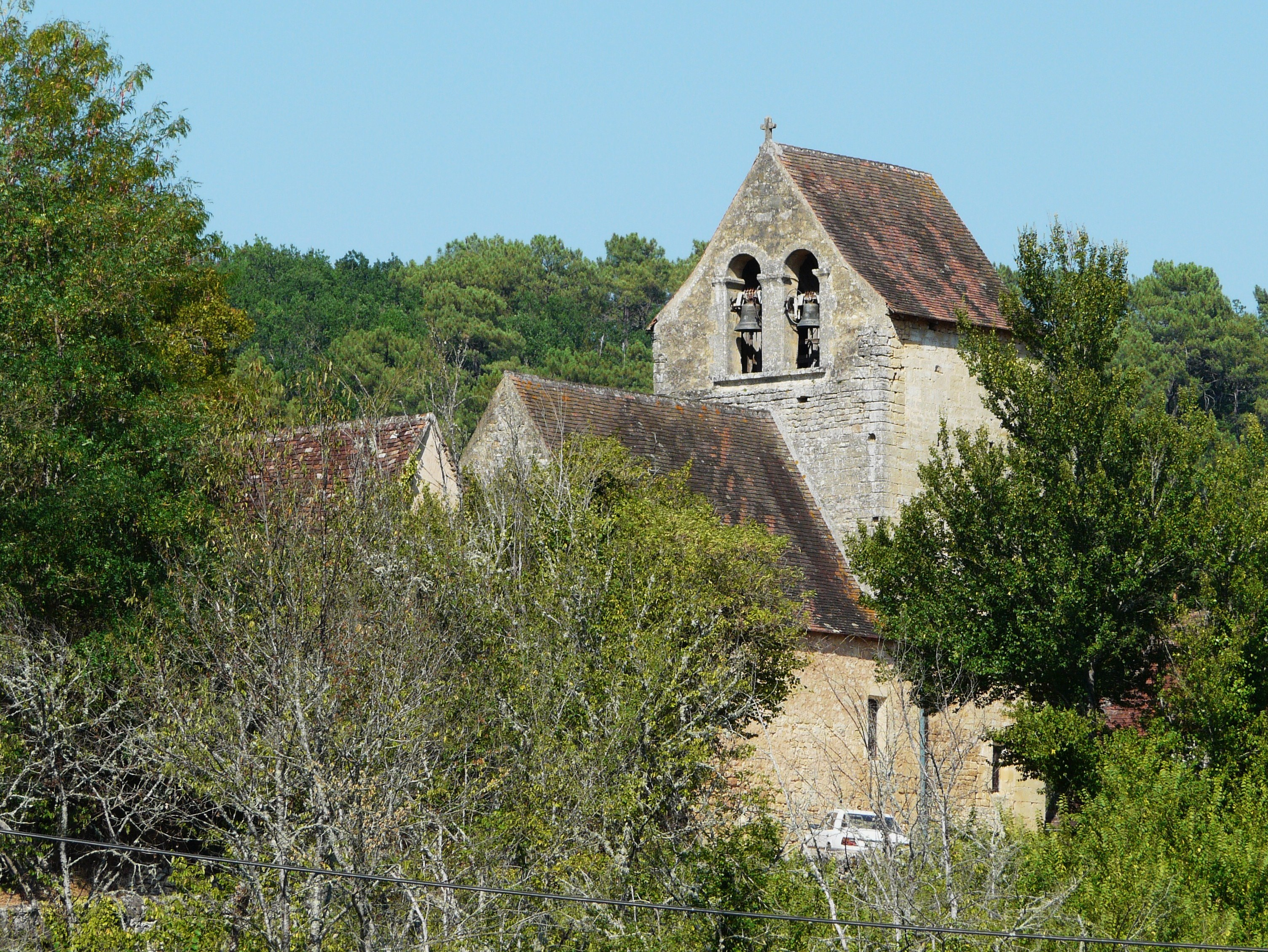
L'église Saint-Denys.
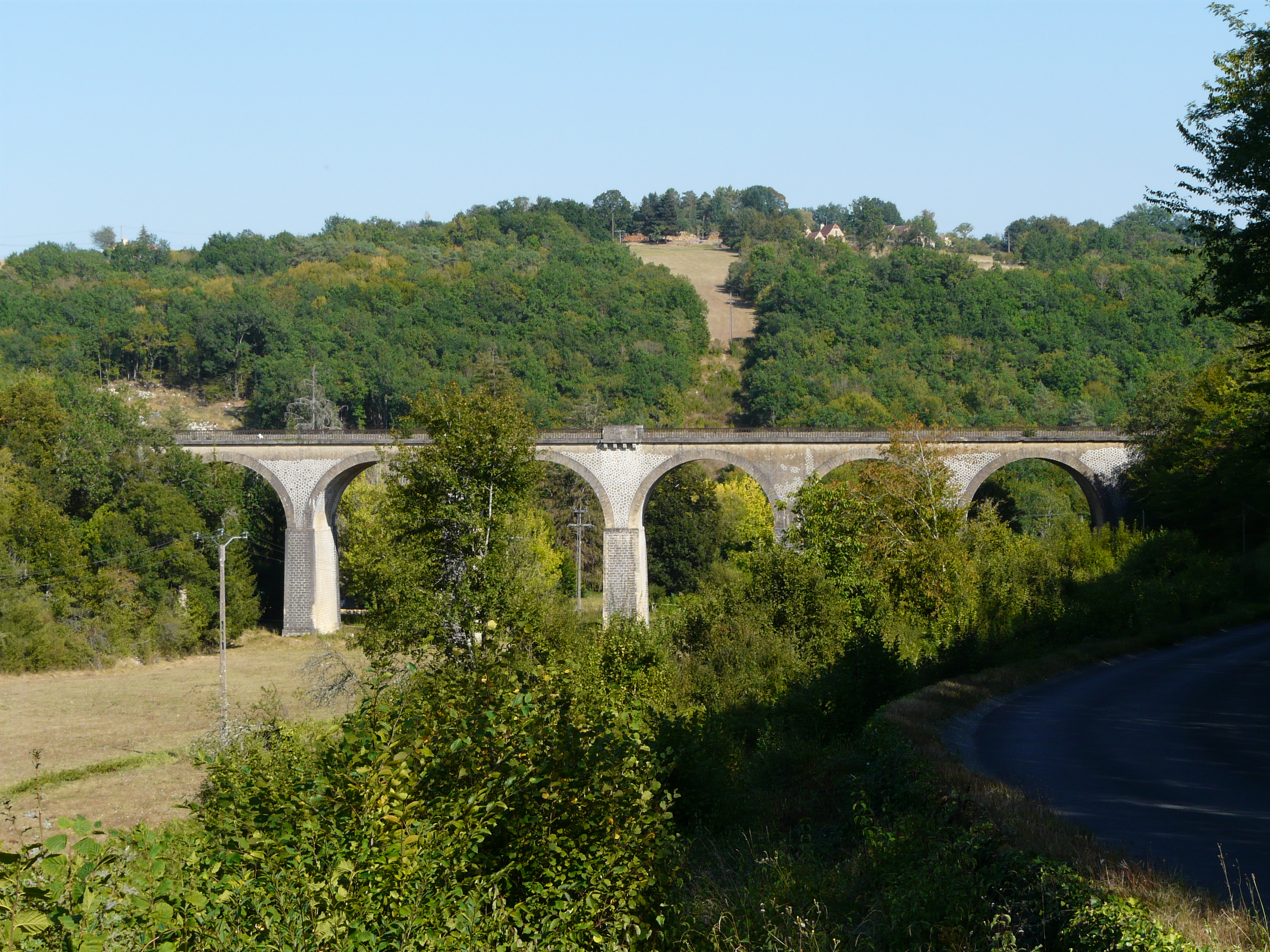
Le viaduc de Souffron.

### Personnalités liées à la commune
Georges Labrousse, ancien maire, historien, co-auteur de Le Périgord d'une guerre mondiale à l'autre (Geste éditions, 2016)

## Pour approfondir